# Bălanu
Bălanu – wieś w Rumunii, w okręgu Giurgiu, w gminie Stănești. W 2011 roku liczyła 564 mieszkańców.